# Asterina plectranthi
Asterina plectranthi är en svampart som beskrevs av Hosag., Manojk. & H. Biju 2005. Asterina plectranthi ingår i släktet Asterina och familjen Asterinaceae.   Inga underarter finns listade i Catalogue of Life.